# Robertsite
La robertsite è un minerale appartenente al gruppo della mitridatite.